# 세바스티앙 로셰
세바스티앙 로셰(Sebastian Roché, 1964년 5월 4일 ~ )는 스코클랜드계 프랑스인 배우 및 각본가이다. 오디세이 5의 커트 멘들, 제너럴 호스피털의 제리 잭스, 프린지의 토머스 제롬 뉴턴, 《수퍼내추럴》의 발타자르, 뱀파이어 다이어리와 오리지널스의 미카엘, 《높은 성의 사나이》에서 마르틴 호이스만 역으로 알려져있다.

## 출연 작품
- 눈물의 여왕 (2024, tvN ) - 독일 의사
- 콜로니: 지구 귀환 프로젝트 (2021)
- 위 러브 유, 샐리 카마이클! (2017)
- 젊은 교황 (2016)
- 팬텀 헤일로 (2014)
- 툼스톤 (2014)
- 늑대인간: 더 오리지널 (2013)
- 틴틴 : 유니콘호의 비밀 (2011)
- 크리미널 마인드 6 (2010)
- 해피 티어스 (2009)
- 프린지 (2008)
- 24: 리뎀프션 (2008)
- 뉴욕 시티 세레나데 (2007)
- 왓 위 두 이즈 시크릿 (2007)
- 베오울프 (2007)
- 위 파이트 투 비 프리 (2006)
- 쏘리, 헤이터스 (2005)
- CSI 라스베가스 시즌5 (2004)
- 게드 전기: 어스시 마법사 (2004)
- 네버 겟 아웃터 더 보트 (2002)
- 오딧세이 5 (2002)
- 15분 (2001)
- 델라웨이 전투 (2000)
- 헌리호의 최후 (1999)
- 나의 마음 속으로 (1998)
- 대마법사 멀린 (1998)
- 네이키드 시티 (1998)
- 피스메이커 (1997)
- 하우스홀드 세인트 (1993)
- 법과 질서 (1990)